# 氯化物
| 氯化物   | 化学式 |
| -------- | ------ |
| 氯化鈉   | NaCl   |
| 氯化鈣   | CaCl2  |
| 氯化鉀   | KCl    |
| 氯化銅   | CuCl2  |
| 氯化亚铜 | CuCl   |
| 氯化鉻   | CrCl3  |
| 氯化铵   | NH4Cl  |
| 氯化铅   | PbCl2  |
| 氯化铯   | CsCl   |
| 氯化亚铁 | FeCl2  |
| 氯化铁   | FeCl3  |
| 氯化锂   | LiCl   |
| 氯化银   | AgCl   |
| 氯化镁   | MgCl2  |
| 氯化亞汞 | Hg2Cl2 |
| 氯化锌   | ZnCl2  |

氯化物在无机化学领域里是指带负电的氯离子和其它元素带正电的阳离子结合而形成的盐类化合物。最常见的氯化物比如氯化钠（俗称食盐）。常见的氯化物列在右表。但有時金屬（如金）溶解在王水時會產生一種叫氯某酸（如氯金酸），一氧化氮和水。

Au+HNO3+4HCl→H[AuCl4]+NO↑+2H2O

## 人体内的氯化物
氯元素以氯化钠的形式广泛存在于人体，一般成年人体内大约含有75－80克氯化钠，其对人体内的水分平衡机制起着重要调节作用。另外在人体的骨骼和胃酸里也含有氯化物，成年人比较合适的氯化钠日摄取量是2－5克。人体内缺少氯会导致腹泻，缺水等症状。婴儿如果由于遗传的因素而缺氯，会导致生长障碍。但人体摄入过多的氯化钠后，由于钠离子含量的增加，会使得细胞储存过多的水分而无法及时的排出体外，使血容量大幅增加，血液对外周血管压力加大，故过多的氯化钠摄取量会导致高血压。

## 氯化物的检验
因为硝酸银遇到氯离子会产生不溶于硝酸的白色氯化银沉淀，因此可用来检验氯离子的存在。
AgNO3(aq) + NaCl(aq) → AgCl(s) + NaNO3(aq)

## 化学性质
离子型氯化物大多是无色或有色的晶体，溶于水，并形成离子，这也是离子型氯化物溶液导电的原因。离子型氯化物一般具有较高的熔点和沸点。而共价型氯化物一般熔点较低或容易升华，如三氯化砷、一氯化碘等。
某些过渡金属的氯化物可以形成配合物，如：
NiCl2 + 2 CH3NH2·HCl → (CH3NH3)2[NiCl4]

## 合成
氯化物主要通过化合反应和金属、氧化物、碳酸盐、氢氧化物等与盐酸反应形成。

### 化合反应
通过金属或非金属在氯气中燃烧，可以获得该金属的氯化物，比如金属钠在氯气中燃烧，形成氯化钠，属于氧化反应。
2 Na + Cl2 → 2 NaCl
P4 + 10 Cl2 → 4 PCl5

### 金属与酸反应
某些金属与盐酸溶液反应，也可形成该金属的氯化物，属于还原反应。需要注意的一点，不是所有的金属都可以与盐酸反应形成盐，只有在金属活动性顺序列表中排在氢之前的金属才可以与盐酸反应而形成氯化物，比如铝、铁、钴等，而铜、银、汞等金属则不能与盐酸反应形成氯化物。
Fe + 2 HCl → FeCl2 + H2↑

### 复分解反应
另外也可以通过氧化物、碳酸盐、氢氧化物等与盐酸反应来得到氯化物。
CuO + 2HCl → CuCl2 + H2O
如果氯化物难溶，也可以通过生成沉淀得到：
Hg2(NO3)2 + 2 KCl → Hg2Cl2↓ + 2 KNO3

## 应用
食品，污水处理，饮用水净化，防腐剂以及用于注射死刑。